# Tindaria nuculiformis
Tindaria nuculiformis — вид двостулкових молюсків родини Tindariidae. Це морський демерсальний вид, що мешкає Сході Тихого океану. 